# La pesca milagrosa
La pesca milagrosa es la denominación convencional de dos episodios evangélicos, que se tratan como tema del arte cristiano.
Ambas "pescas" son milagros de Jesucristo, y aparecen reflejadas en distintos contextos, antes y después de la Resurrección. La primera, en el Evangelio de Lucas (5:1-11), juntamente con la vocación de los apóstoles Pedro, Santiago y Juan (a los que se dice "desde ahora seréis pescadores de hombres"); y la segunda en el Evangelio de Juan (21:1-14), donde se habla de un número concreto de peces (153) y se indica que Pedro se arrojó al agua vestido al ser advertido por Juan de que "es el Señor" quien les indicaba dónde pescar (en esa ocasión se citan a siete pescadores: los tres anteriores más Tomás el Dídimo, Natanael de Galilea y otros dos que no se nombran).
Ambos episodios se sitúan en el mar de Galilea o de Tiberiades, y consisten en que los apóstoles (que son de oficio pescadores) están pescando infructuosamente hasta que Jesús les incita a arrojar las redes una vez más, y es en esa ocasión, al demostrar fe en lo que Jesús les dice, cuando consiguen una pesca extraordinaria.

## Textos bíblicos
El evangelio de  san Mateo, en (1; 16-20) lo describe así:

Mientras caminaba junto al mar de Galilea vio a dos hermanos, Simón el llamado Pedro y Andrés su hermano, que echaban la red al mar, pues eran pescadores.9Y les dijo: —Seguidme y os haré pescadores de hombres. Ellos, al momento, dejaron las redes y le siguieron. Pasando adelante, vio a otros dos hermanos, Santiago el de Zebedeo y Juan su hermano, que estaban en la barca con su padre Zebedeo remendando sus redes; y los llamó. Ellos, al momento, dejaron la barca y a su padre, y le siguieron.

El evangelista  san Marcos lo comenta diciendo:

Y, mientras pasaba junto al mar de Galilea, vio a Simón y a Andrés, el hermano de Simón, que echaban las redes en el mar, pues eran pescadores. Y les dijo Jesús: —Seguidme y haré que seáis pescadores de hombres. Y, al momento, dejaron las redes y le siguieron. Y pasando un poco más adelante, vio a Santiago el de Zebedeo y a Juan, su hermano, que estaban en la barca remendando las redes; y enseguida los llamó. Y dejaron a su padre Zebedeo en la barca con los jornaleros y se fueron tras él.

El evangelio de san Lucas lo relata de la siguiente manera: 

Estaba Jesús junto al lago de Genesaret y la multitud se agolpaba a su alrededor para oír la palabra de Dios. Y vio dos barcas que estaban a la orilla del lago; los pescadores habían bajado de ellas y estaban lavando las redes. Entonces, subiendo a una de las barcas, que era de Simón, le rogó que la apartase un poco de tierra. Y, sentado, enseñaba a la multitud desde la barca. Cuando terminó de hablar, le dijo a Simón: —Guía mar adentro, y echad vuestras redes para la pesca. Simón le contestó: —Maestro, hemos estado bregando durante toda la noche y no hemos pescado nada; pero sobre tu palabra echaré las redes. Lo hicieron y recogieron gran cantidad de peces. Tantos, que las redes se rompían. Entonces hicieron señas a los compañeros que estaban en la otra barca, para que vinieran y les ayudasen. Vinieron, y llenaron las dos barcas, de modo que casi se hundían. Cuando lo vio Simón Pedro, se arrojó a los pies de Jesús, diciendo: —Apártate de mí, Señor, que soy un hombre pecador. Pues el asombro se había apoderado de él y de cuantos estaban con él, por la gran cantidad de peces que habían pescado. Lo mismo sucedía a Santiago y a Juan, hijos de Zebedeo, que eran compañeros de Simón. Entonces Jesús le dijo a Simón: —No temas; desde ahora serán hombres los que pescarás. Y ellos, sacando las barcas a tierra, dejadas todas las cosas, le siguieron.

## Interpretación de la Iglesia católica
En aquel tiempo, los jóvenes judíos piadosos que querían avanzar en el conocimiento y la praxis de la  Ley de Moisés, procuraban ser admitidos en algún grupo de rabinos afamados según decía un adagio rabínico: «Búscate un rabí y te desaparecerán las dudas», En cambio, aquí es Jesús quien llama a algunos, a los que Él quiere, para que sean sus discípulos: hace esa llamada con autoridad, y aquellos hombres responden. San Jerónimo, puso aquí el énfasis en la fuerza de la mirada de Jesús: «Si no hubiera algo divino en el rostro del Salvador, hubieran actuado de modo irracional al seguir a alguien de quien nada habían visto. ¿Deja alguien a su padre y se va tras uno en quien no ve nada distinto de lo que puede ver en su padre?».
Aquellos discípulos responden a la llamada, «al momento», abandonando no sólo lo que estaban haciendo, sino todas las cosas. El evangelio sigue siendo actual: Dios pasa junto a todas las personas y los llama. Si no se le responde, Él puede seguir su camino y los llamados pueden perderlo de vista y de su vida. San Marcos coloca la llamada a seguirle como primera acción del ministerio de Jesús para señalar la colaboración de los discípulos en la proclamación del Reino y para subrayar que la obra de los Apóstoles, tras la resurrección de Jesús, será la continuación de la obra de Cristo.
Aunque la predicación de Jesús, citada por Marcos en el capítulo anterior es idéntica a la de  san Juan bautista,  Jesús comienza a instaurar ese Reino en la historia humana con sus obras y palabras. Así, llama a seguirle, dejándolo todo, a los primeros discípulos: con ellos formará más tarde el «grupo de los Doce», sobre el cual fundará su Iglesia. Paradójicamente, Jesús elige a unos pescadores, hombres rudos, para que «no se pensara que la fe de los creyentes era debida no a la acción de Dios, sino a la elocuencia y a la ciencia»  No obstante, los instituyó como guías y maestros de todo el mundo y administradores de los divinos misterios y les mandó que fueran como astros que iluminaran con su luz no sólo el país de los judíos, sino también todos los países que hay bajo el sol, a todos los hombres que habitan la tierra entera.

## Iconografía

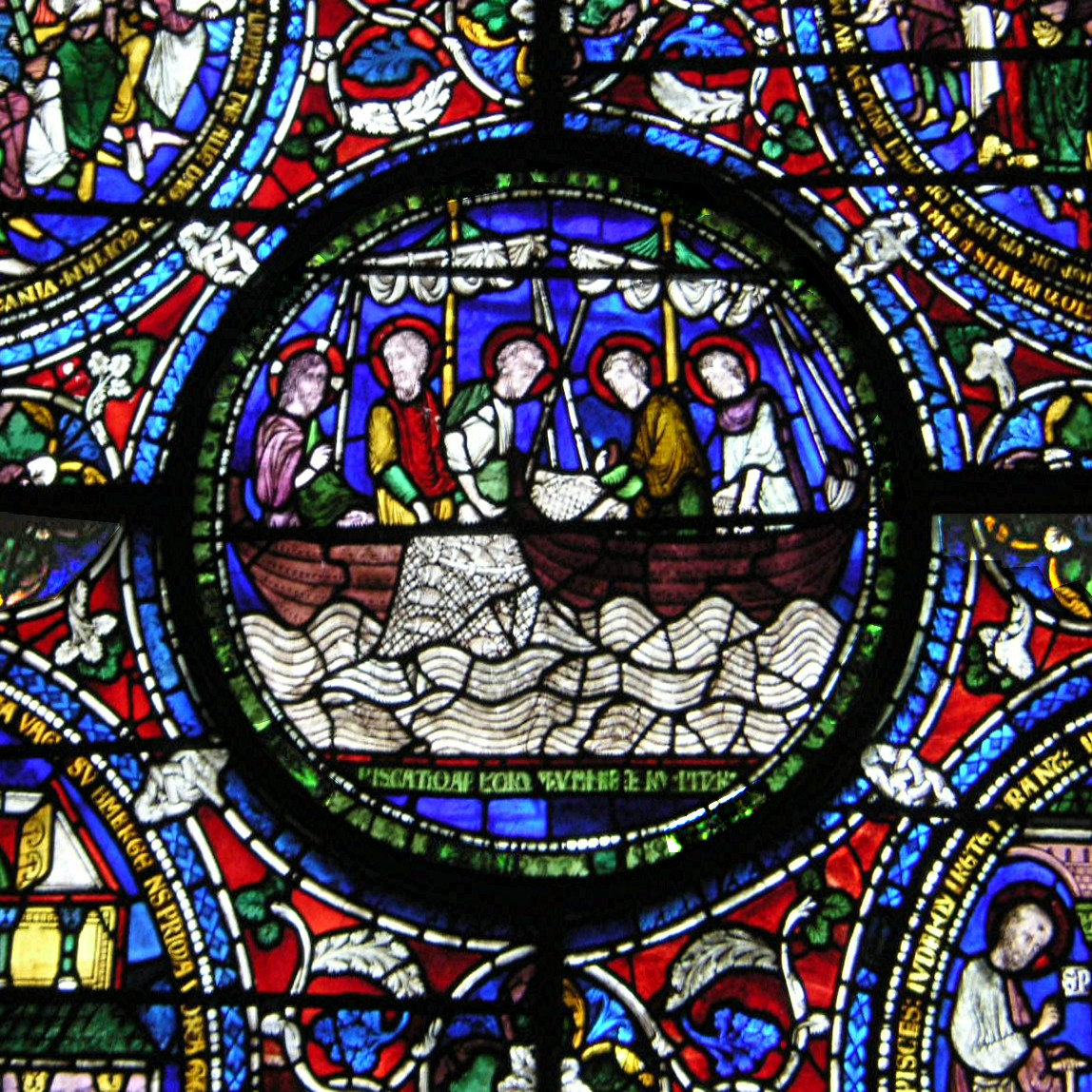
Vitral de la catedral de Canterbury (primer milagro)
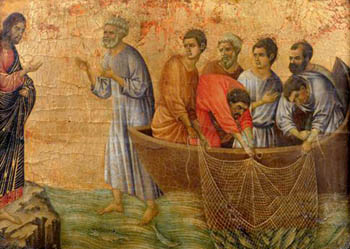
Duccio, siglo XIV (segundo milagro).
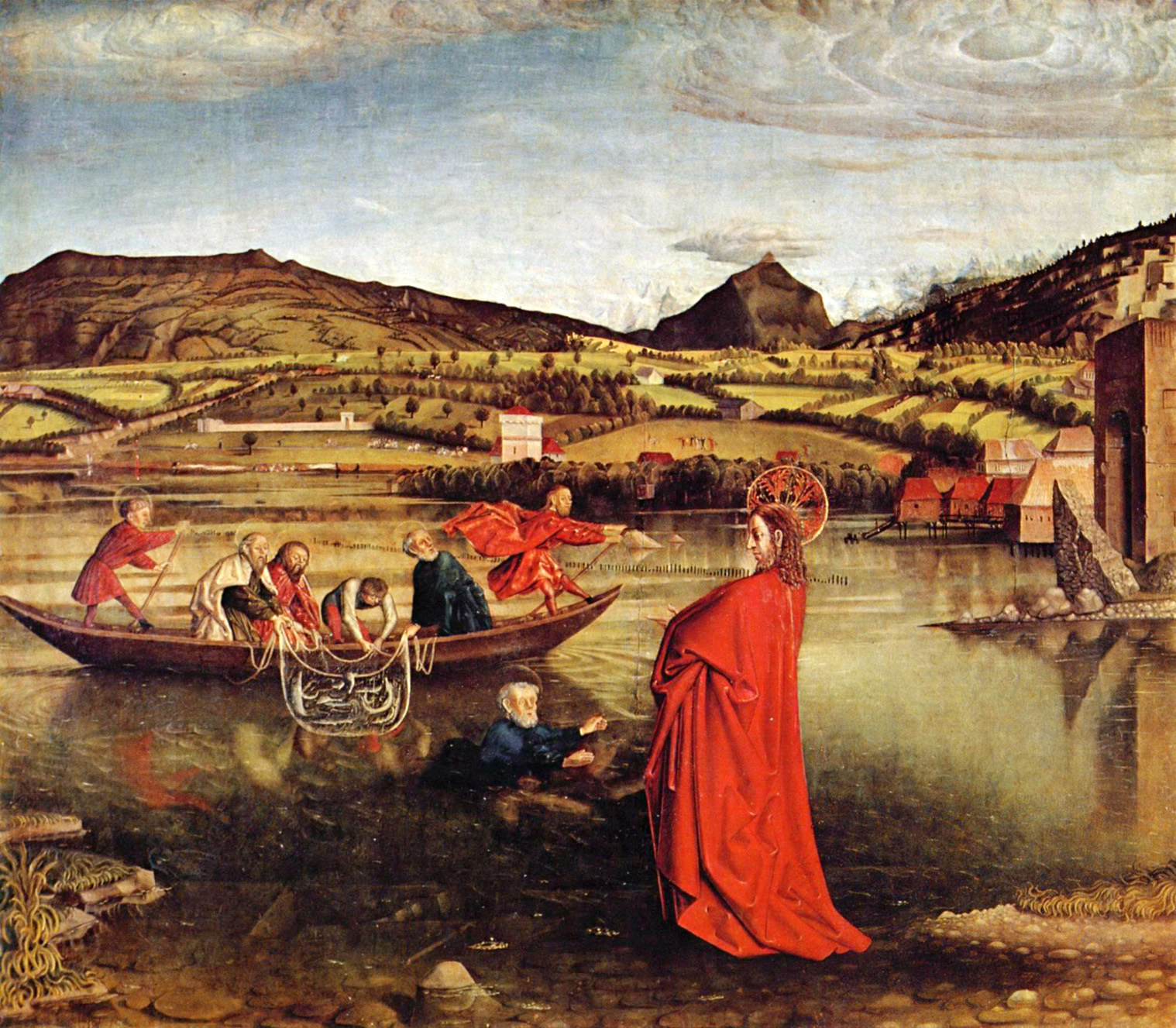
La pesca milagrosa (Konrad Witz), ca. 1444 (segundo milagro).
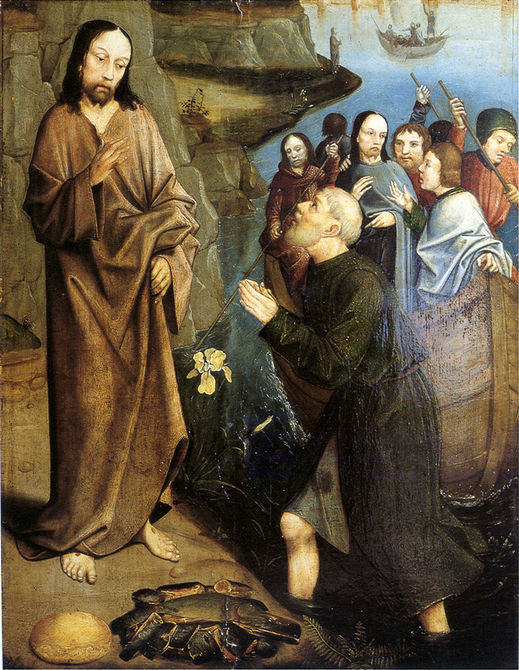
Seguidor de Dirk Bouts, ca. 1500.
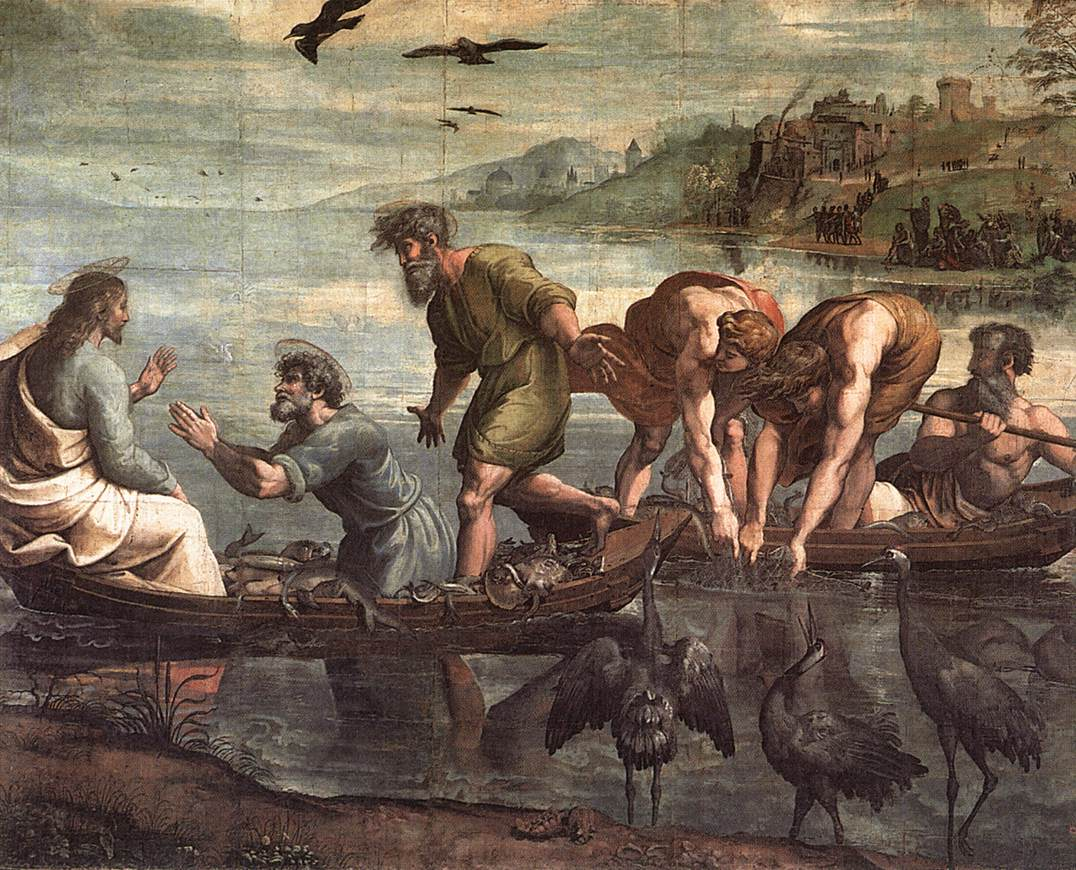
Cartón de Rafael, 1515-1516.
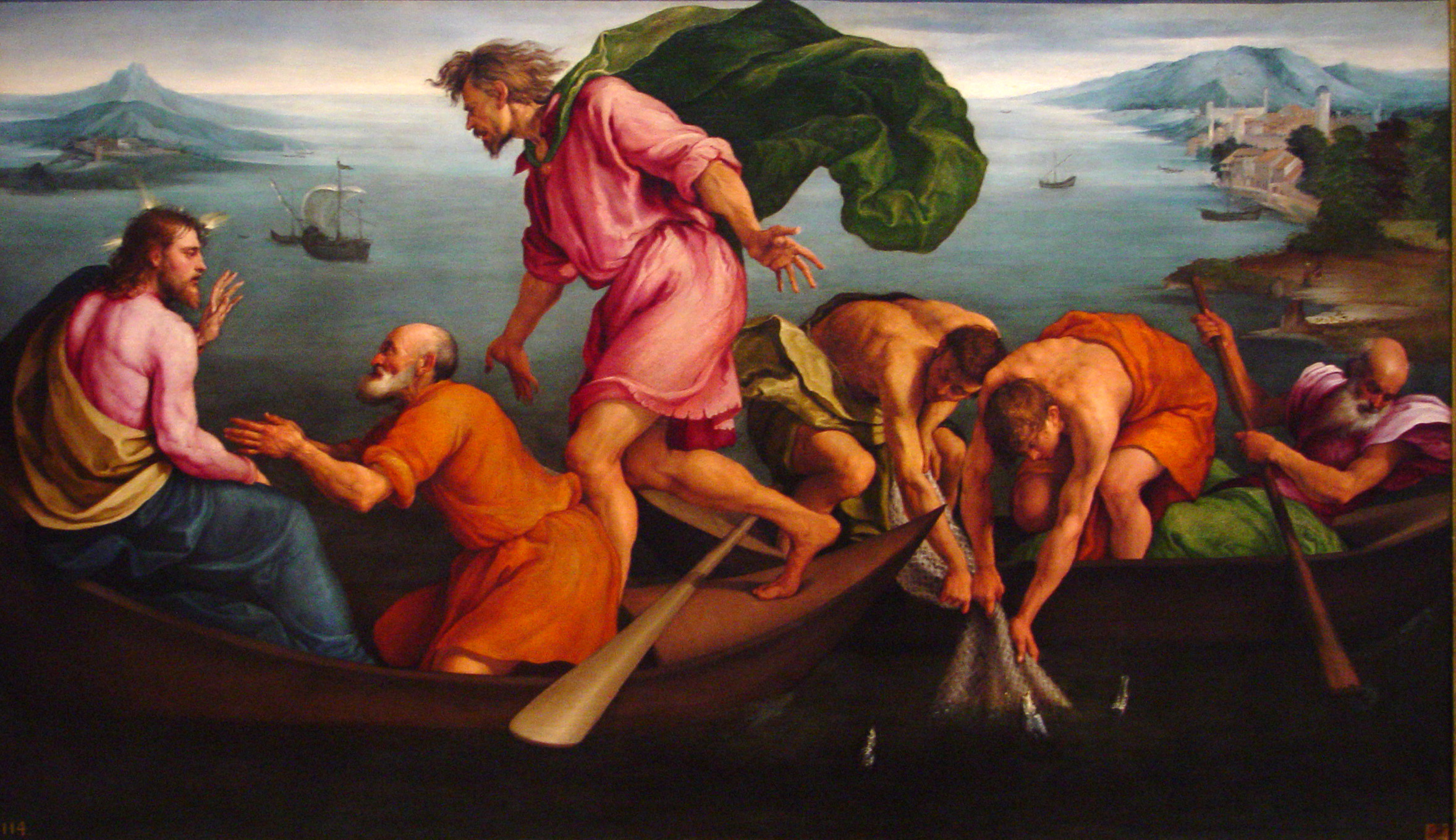
Jacopo Bassano, 1545 (primer milagro).
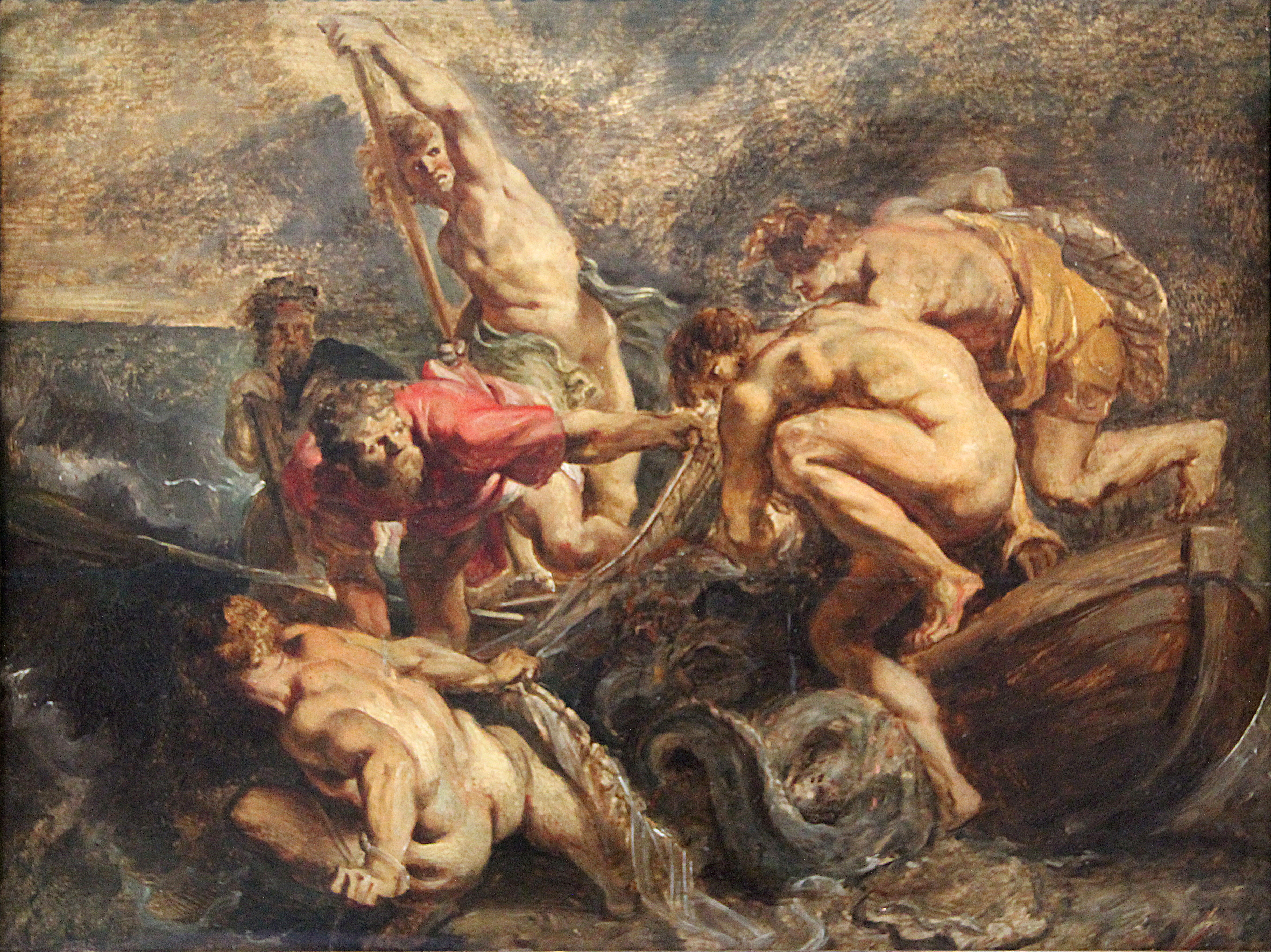
Rubens, 1610.
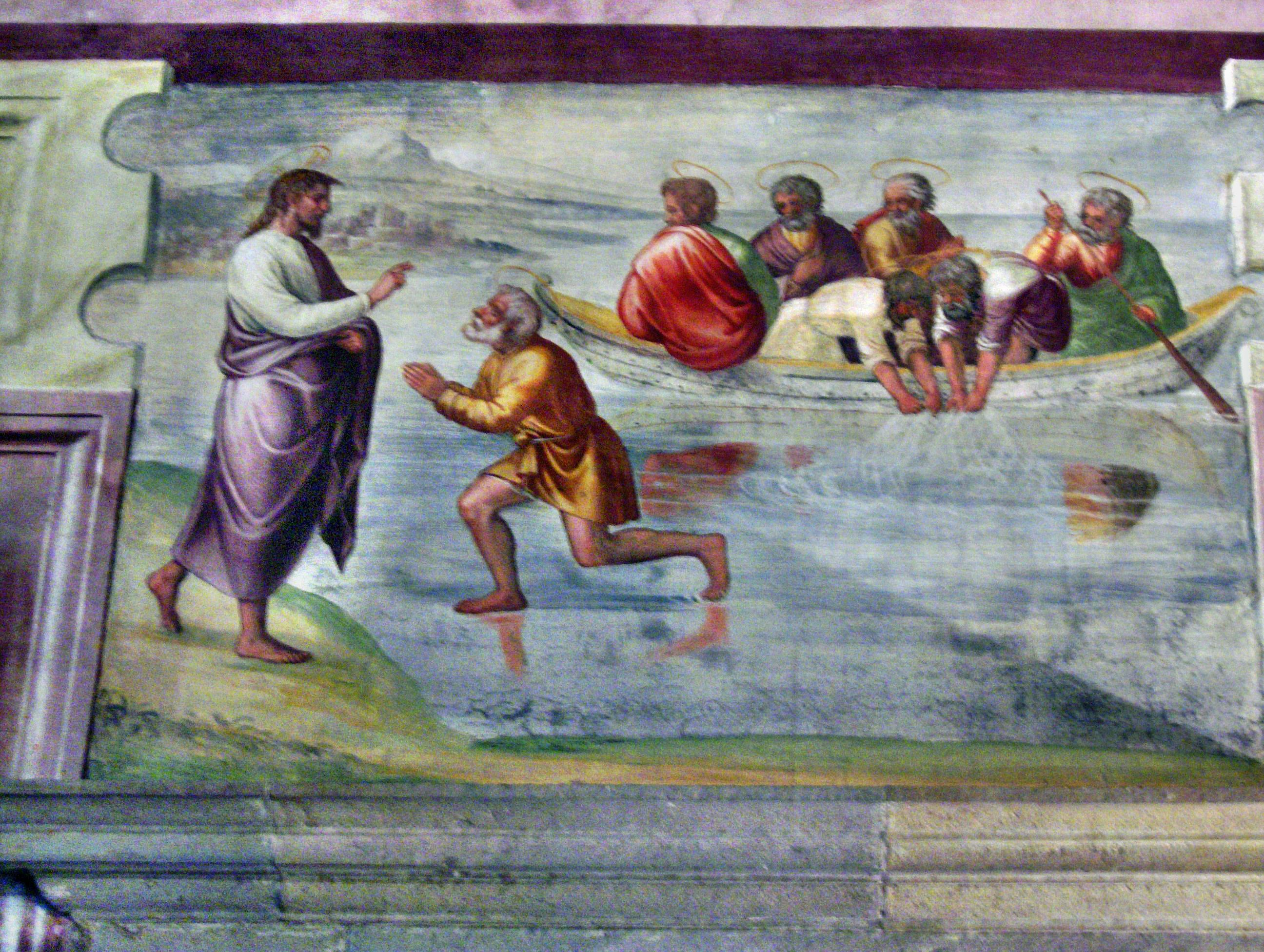
Fresco de la catedral de Spoleto.
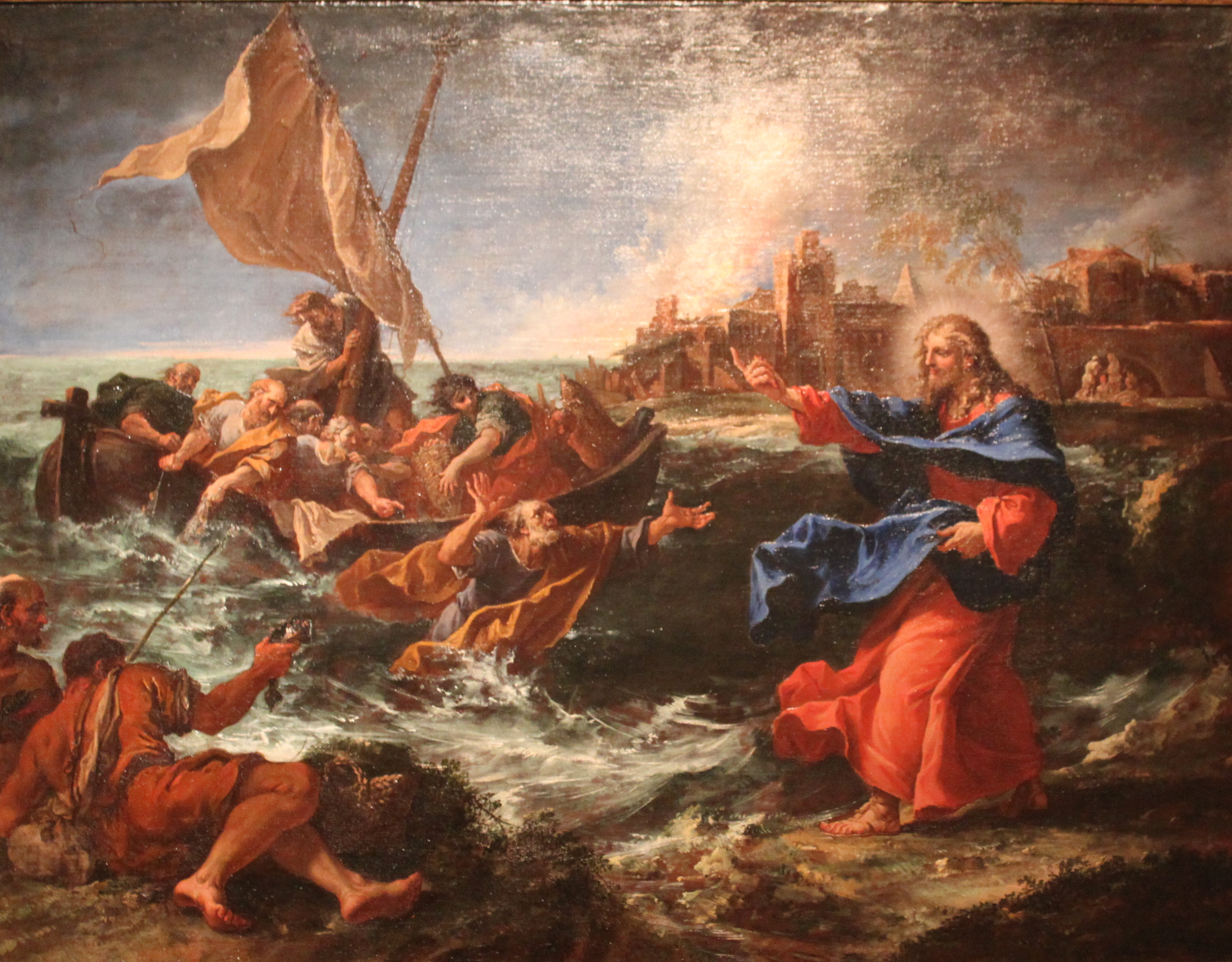
Sebastiano Ricci, 1695.
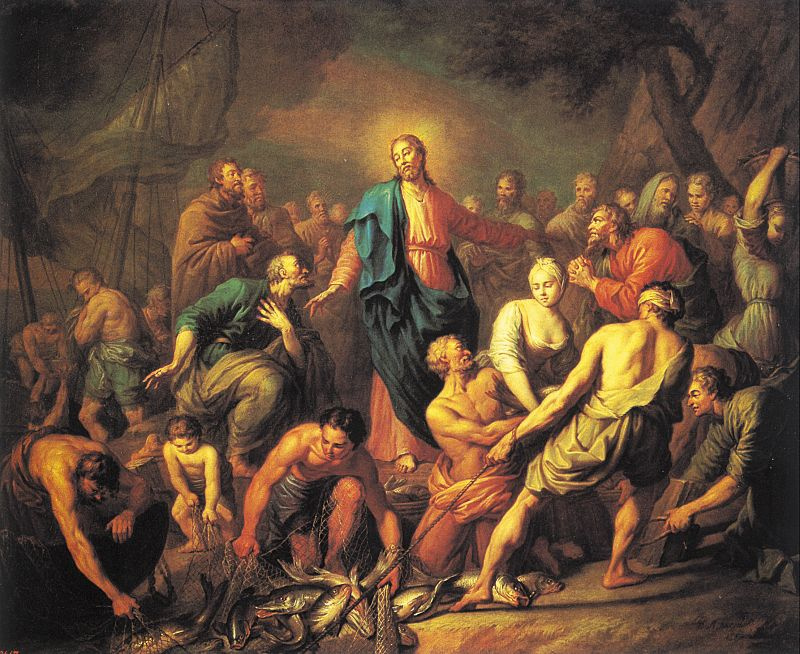
Anton Losenko, 1762 (primer milagro).
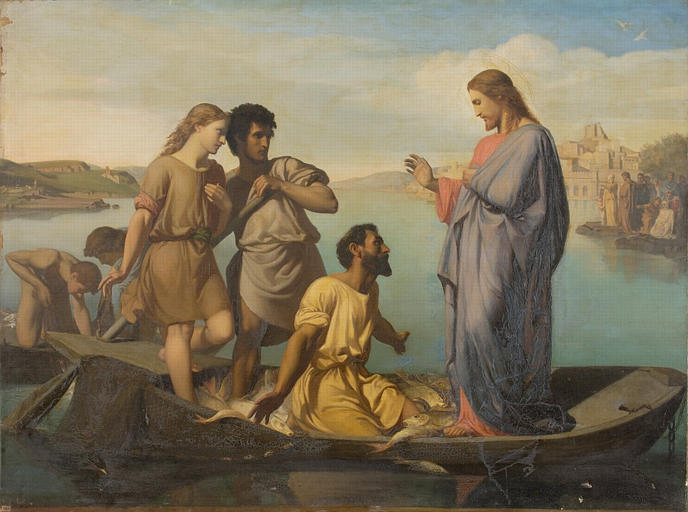
Henri-Pierre Picou, ca. 1850 (primer milagro).
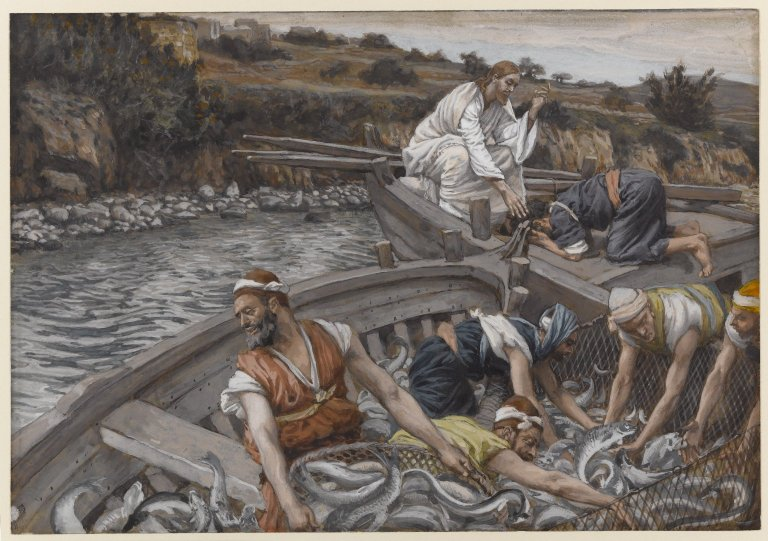
Acuarela de James Tissot (primer milagro).